# Albin Dahl

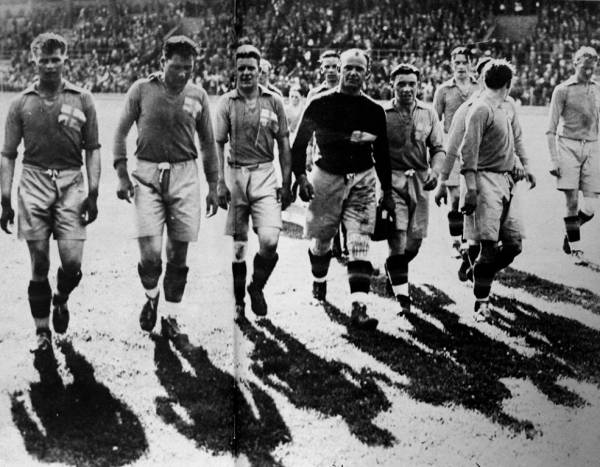
Dahl (3. v. l.) mit Nils Axelsson, Harry Lundahl, Sigge Lindberg, Knut Kroon, Gunnar Olsson und Nils Rosén im Nationaltrikot (1930)

Albin Dahl (* 2. Januar 1900 in Landskrona; † 15. Februar 1980 in Helsingborg) war ein schwedischer Fußballspieler und -trainer.

## Werdegang

### Spielerkarriere
Dahl spielte zwischen 1915 und 1921 für Landskrona BoIS. 1922 wechselte er zu Helsingborgs IF. Hier wurde er drei Mal schwedischer Meister. 1933 ging er zu Växjö BK, wo er nach einem halben Jahr seine Karriere beendete. Insgesamt spielte er zwischen 1924, der Gründung der Liga, und 1933 162 Mal in der Allsvenskan und erzielte dabei 107 Tore.
Zwischen 1919 und 1931 spielte er 29 Mal für die schwedische Nationalmannschaft. Dabei gelangen ihm 21 Tore. Bei den Olympischen Spielen 1924 gewann er mit der Landesauswahl die Bronzemedaille.

### Trainerkarriere
Gleich nach Ende seiner Erstligalaufbahn wechselte Dahl auf die Trainerbank. Zunächst war er noch Spieltrainer bei Eslövs AIF, ehe er ab 1935 bei Helsingør IF in Dänemark tätig war. Im Januar 1938 ging er zu seinem alten Verein Helsingborgs IF, den er bis Saisonende 1944 betreute.
1945 heuerte er bei Råå IF an. 1948 gewann er mit der Mannschaft durch einen deutlichen 6:0-Finalerfolg gegen BK Kenty den Svenska Cupen. 1950 gelang der Aufstieg in die Allsvenskan. Allerdings verließ er im Januar 1951 den Verein, um zu Helsingborgs IF zurückzukehren. Bis Dezember 1953 war er für den Klub tätig, ehe er zu seinem ersten Verein als Spieler, Landskrona BoIS wechselte. Bis zum Saisonende 1956 betreute er den Verein. Anschließend ging er wieder zu Råå IF, die mittlerweile wieder in der Division 2 spielten. 

## Erfolge
- Olympische Bronzemedaille: 1924
- Schwedischer Meister: 1929, 1930, 1933, 1941 (als Trainer)
- Schwedischer Pokal: 1941, 1948 (jeweils als Trainer)